# 1977年全豪オープン (1月)
1977年1月 全豪オープン（1977ねん1がつぜんごうオープン、Australian Open 1977/01）は、オーストラリア・メルボルン市内にある「クーヨン・テニスクラブ」にて、1977年1月3日から9日まで開催された。

## 大会の流れ
- 本年度の全豪オープンは、年頭の1月開催大会と年末の12月開催大会の2度行われた。年頭大会は、1週間の開催期間で実施された。
- 大会会場はメルボルン市内にある「クーヨン・テニスクラブ」の芝生コートで開催。
- 男子シングルスは「64名」の選手による6回戦制で行われた。女子シングルスは「32名」の選手による5回戦制で、シード選手は8名であった。
- 混合ダブルスは、1970年から1985年まで競技の実施が中止されていた。したがって、記事中の「決勝戦の結果」に混合ダブルスはなく、4部門のみの記載になる。

## シード選手

### 男子シングルス
1. ギレルモ・ビラス　（準優勝）
2. ロスコー・タナー　（初優勝）
3. アーサー・アッシュ　（ベスト8）
4. ケン・ローズウォール　（ベスト4）
5. マーク・エドモンドソン　（ベスト8）
6. レイ・ラッフェルズ　（2回戦）
7. ディック・ストックトン　（3回戦）
8. ディック・クリーリー　（3回戦）
9. フィル・デント　（ベスト8）
10. ロス・ケース　（ベスト8）
11. トム・ゴーマン　（2回戦）
12. ジョン・アレクサンダー　（ベスト4）
13. マーティー・リーセン　（3回戦）
14. ジェフ・マスターズ　（1回戦）
15. トニー・ローチ　（3回戦）
16. チャーリー・パサレル　（3回戦）

### 女子シングルス
1. ダイアン・フロムホルツ　（準優勝）
2. ケリー・レイド　（初優勝）
3. ヘレン・グーレイ・コーリー　（ベスト4）
4. ベッツィ・ナゲルセン　（1回戦）
5. パム・ホワイトクロス　（2回戦）
6. ウェンディ・ペイシュ　（1回戦）
7. カーチャ・エビングハウス　（ベスト8）
8. ダニエラ・マルザーネ　（2回戦）

## 大会経過

### 男子シングルス
準々決勝
- ギレルモ・ビラス vs.  ロス・ケース　6-4, 7-5, 1-6, 6-3
- ジョン・アレクサンダー vs.  アーサー・アッシュ　6-3, 6-4, 4-6, 7-6
- ケン・ローズウォール vs.  マーク・エドモンドソン　6-4, 7-6, 4-6, 6-4
- ロスコー・タナー vs.  フィル・デント　6-3, 6-4, 6-2

準決勝
- ギレルモ・ビラス vs.  ジョン・アレクサンダー　6-4, 1-6, 6-3, 6-4
- ロスコー・タナー vs.  ケン・ローズウォール　6-4, 3-6, 6-4, 6-1

### 女子シングルス
準々決勝
- ダイアン・フロムホルツ vs.  ジャン・ウィルトン　6-3, 4-6, 6-1
- カレン・クランツケ vs.  佐藤直子　6-3, 4-6, 6-0
- ヘレン・グーレイ・コーリー vs.  メアリー・ソーヤー　6-1, 6-4
- ケリー・レイド vs.  カーチャ・エビングハウス　6-0, 6-4

準決勝
- ダイアン・フロムホルツ vs.  カレン・クランツケ　7-6, 6-4
- ケリー・レイド vs.  ヘレン・グーレイ・コーリー　6-2, 1-6, 6-3

## 決勝戦の結果
- 男子シングルス： ロスコー・タナー vs.  ギレルモ・ビラス　6-3, 6-3, 6-3
- 女子シングルス： ケリー・レイド vs.  ダイアン・フロムホルツ　7-5, 6-2
- 男子ダブルス： アーサー・アッシュ＆ トニー・ローチ vs.  チャーリー・パサレル＆ エリック・バン・ディレン　6-4, 6-4
- 女子ダブルス： ダイアン・フロムホルツ＆ ヘレン・グーレイ・コーリー vs.  ケリー・レイド＆ ベッツィ・ナゲルセン　5-7, 6-1, 7-5

## みどころ
- この大会では、日本の佐藤直子選手が女子シングルスのベスト8に勝ち上がった。2年前の1975年大会で沢松和子がベスト8に進出し、佐藤は日本人女性として史上2人目の全豪8強に入った。